# Împăratul Meiji
Împăratul  Meiji (明治天皇 Meiji-tennō?) (n. 3 noiembrie 1852, Site of the Nakayama Residence⁠(d), Kinai⁠(d), Japonia – d. 30 iulie 1912, Chiyoda⁠(d), Tōkyō, Japonia) a fost al 122-lea Împărat al Japoniei, care a domnit între 3 februarie 1867- 30 iulie 1912.
Odată cu moartea sa, s-a instaurat o nouă tradiție de a da fostului împărat numele postum al erei în care a domnit, deci în cazul lui, Împăratul Meiji.
Împăratul Meiji, pe numele său Mutsuhito, a fost fiul Împăratului Kōmei și a unei dintre concubinele oficiale, Yoshiko Nakayama, devenind prinț moștenitor pe data de 11 iulie 1860, când a fost adoptat oficial de Împărăteasa Shōken.
Deoarece la încoronare avea doar 14 ani, Nariyuki Nijō a servit drept regent (sesshō). A fost căsătorit cu Masako (după căsătorie, Haruko) Ichijō, viitoarea Împărăteasă Shōken.

## Tinerețe
Mutsuhito s-a născut la 3 noiembrie 1852 într-o casă mică pe proprietatea bunicul din partea mamei, la nord de Gosho. La acel timp, nașterea era considerată a fi poluantă, așa că prinții imperiale nu se nășteau la Palat, ci, de obicei, într-o structură de multe ori temporară, aproape de casa tatălui femeii însărcinate. Mama băiatului, Nakayama Yoshiko, a fost concubina (gon no tenji) împăratului Kōmei și fiica importantului consilier Nakayama Tadayasu. Tânărul prinț a fost numit Sachinomiya, sau Prințul Sachi.
Tânărul prinț s-a născut într-un moment de schimbare pentru Japonia. Această schimbare a fost simbolizată în mod dramatic atunci când Matthew Perry și escadronul său au navigat în portul de la Edo (cunoscut din 1868 ca Tokyo), în luna iulie 1853. Perry a încercat să deschidă Japonia comerțului, și a avertizat japonezii cu consecințe militare, în cazul în care aceștia nu erau de acord. Japonia și-a închis porțile porturilor în anul 1638, intrând într-o perioadă de izolare aproape totală față de lumea din afară. Cererea a fost transmisă curții imperiale. Simțind că nu poate câștiga un război, guvernul japonez a permis comerțul și a renunțat la autoritatea tarifară.
O mare parte din copilăria împăratului este cunoscută doar prin intermediul relatărilor ulterioare; punctele de plecare ale biograful său, Donald Keene sunt de multe ori contradictorii. Un contemporan îl descrie pe tânărul prinț sănătos și puternic, oarecum ca un bătăuș și excepțional de talentat la sumo. Un altul afirmă că prințul a fost delicat și adesea bolnav. Unii biografi spun că a leșinat când a auzit pentru prima dată focuri de armă, în timp ce alții neagă această relatare.
La 16 august 1860, Sachinomiya a fost proclamat prinț de sânge și moștenitor al tronului, și a fost formal adoptat de împărăteasa Eishō. Câteva luni mai târziu, la 11 noiembrie, a fost proclamat prinț moștenitor și a primit numele de adult, Mutsuhito.  Prințul și-a început educația la vârsta de șapte ani. S-a dovedit un student indiferent, și mai târziu în viață a scris poezii regretând că nu s-a aplecat mai mult asupra practicii scrisului.

## Prinț moștenitor
De la începutul anilor 1860, shogunatul s-a aflat sub mai multe amenințări. Reprezentanții puterilor străine au căutat să-și sporească influența în Japonia. Un mare număr de tineri samurai, cunoscuți sub numele de Shishi sau "oameni de scop înalt" au început să se întâlnească și să vorbească împotriva shogunatului. În timp ce inițial ei au dorit moartea sau expulzarea tuturor străinilor, mai târziu Shishi s-a dovedit pragmatică și a început să pledeze pentru modernizarea țării. Bakufu au adoptat mai multe măsuri pentru a potoli setea mai multor grupuri și sperau să conducă între shishi și daimyo.
Kyoto a fost un centru major pentru Shishi, care a avut o influență asupra împăratului Kōmei. În 1863, ei l-au convins să emită "Ordinul de a expulza barbari". Ordinul a plasat shogunatul într-o poziție dificilă, deoarece se știa că nu au avut puterea să-l realizeze. Au fost efectuate câteva atacuri asupra străinilor sau pe navele lor, și forțele străine s-au răzbunat.
Conștientizarea de către prinț a turbulențelor politice este incertă. În acest timp, el a studiat poezia tanka, mai întâi cu tatăl său, apoi cu poeții curții. În timp ce prințul și-a continuat studiile clasice, în 1866 un nou shogun, Tokugawa Yoshinobu, și-a preluat mandatul, un reformator care a dorit să transforme Japonia într-un stat de tip occidental.
Yoshinobu, care s-a dovedit a fi ultimul shogun, s-a întâlnit cu rezistență în rândul bakufu. La mijlocul anului 1866, o armată bakufu a încercat să pedepsească rebelii din sudul Japoniei. Armata a fost învinsă.
Împăratul Kōmei s-a bucurat întotdeauna de o sănătate excelentă și avea numai 36 de ani în ianuarie 1867. Cu toate acestea, în ianuarie a căzut grav bolnav. Deși aparent a făcut unele recuperări, situația s-a înrăutățit brusc și a murit la 30 ianuarie. Mulți istorici cred că împăratul Kōmei a fost otrăvit. Diplomatul britanic Sir Ernest Satow a scris: "este imposibil să negăm că dispariția [împăratului Kōmei] de pe scena politică, lăsând ca succesor al său un băiat de cincisprezece ani sau șaisprezece [de fapt paisprezece], a fost cea mai oportună".

## Domnia

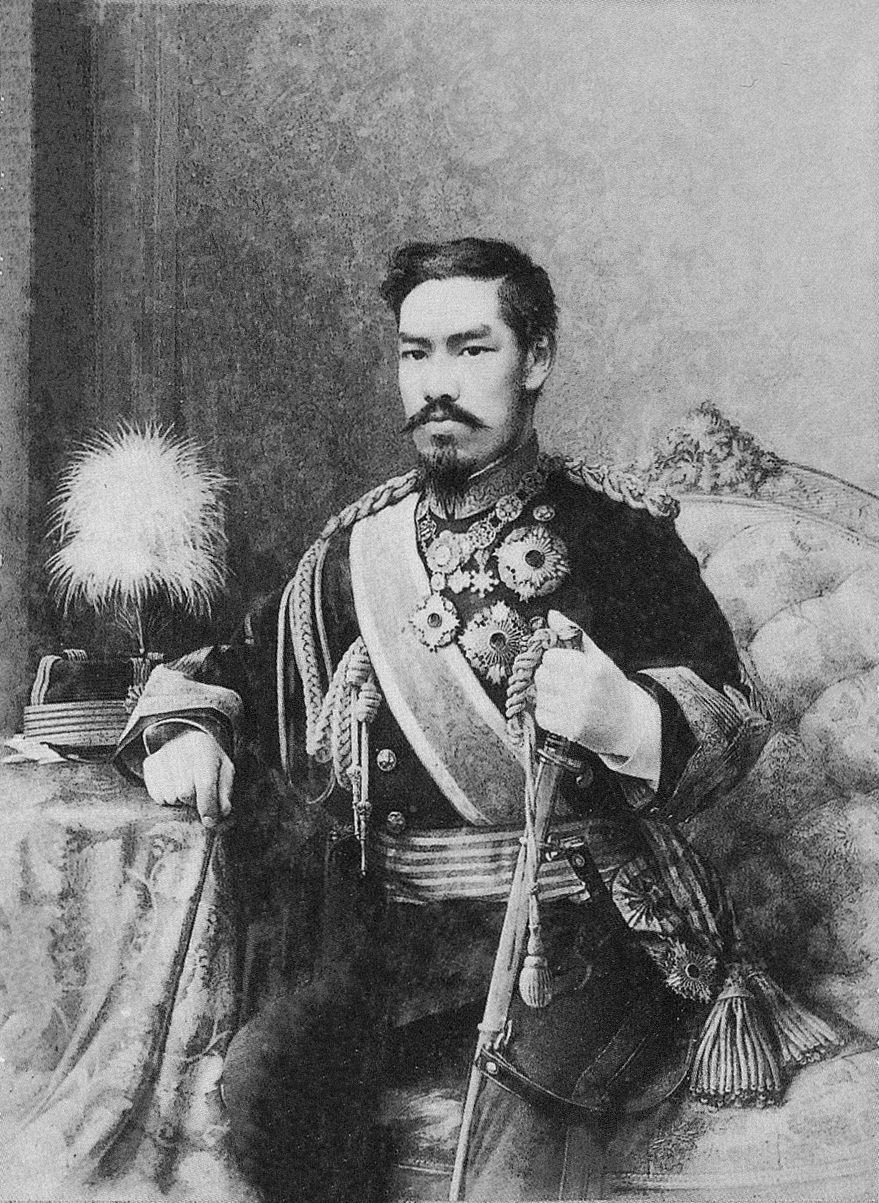
Împăratul Meiji în 1888.

Prințul moștenitor a accedat la tron la 3 februarie 1867, printr-o scurtă ceremonie la Kyoto. Noul împărat și-a continuat educația clasică, care nu include chestiuni de politică. Între timp, shogunul Yoshinobu a luptat pentru a menține puterea.

El a cerut în mod repetat confirmarea împăratului pentru acțiunile sale, confirmare pe care a primit-o în cele din urmă, dar nu există nici un indiciu că tânărul împărat a fost el însuși implicat în decizii. Shishi și alți rebeli au continuat să modeleze viziunea lor pentru o nouă Japonie, și în timp ce ei îl venerau pe împărat, nu se gândeau să-l implice activ în procesul politic.
Lupta politică a atins punctul culminant la sfârșitul anului 1867. În noiembrie, s-a ajuns la un acord prin care Yoshinobu și-ar menține titlul și o parte din putere, dar puterea de legiferare ar fi investită într-un legislativ bicameral bazat pe modelul britanic. În luna următoare, acordul a căzut, rebelii au mărșăluit la Kyoto și au preluat controlului Palatului Imperial. La data de 4 ianuarie 1868 împăratul a citit un document înaintea curții proclamând "restaurarea" regulilor imperiale, și în luna următoare, documentele au fost trimise puterilor străine.
În a noua lună a anului următor, era a fost schimbată în epoca Meiji sau "guvernarea luminată", care mai târziu a fost folosită pentru numele postum al împăratului. Aceasta a marcat obiceiul ca începutul unei ere să coincidă cu domnia unui împărat, și numirea postumă a împăratului după epoca în care el a condus. După ce shogunul a renunțat la funcțiile sale, acesta nu și-a făcut seppuku, așa cum ar fi cerut tradiția, ci a trăit un timp în obscuritate și mai târziu a fost primit la curtea imperială. 
Curând după ascensiunea sa, oficialii împăratului i-au prezentat-o pe Ichijō Haruko ca pe o posibilă mireasă. Viitoarea împărăteasă era fiica unui funcționar imperial și era cu trei ani mai mare decât mirele, care trebuia să aștepte să se căsătorească până după gembuku (ceremonia de masculinitate). Cei doi s-au căsătorit la 11 ianuarie 1869. Deși a fost prima împărăteasă consort japoneză care a jucat un rol public, ea nu a avut copii. Totuși, împăratul Meiji a avut 15 copii cu cinci concubine oficiale. Numai cinci dintre acești copii au atins vârsta adultă.

### Era Meiji

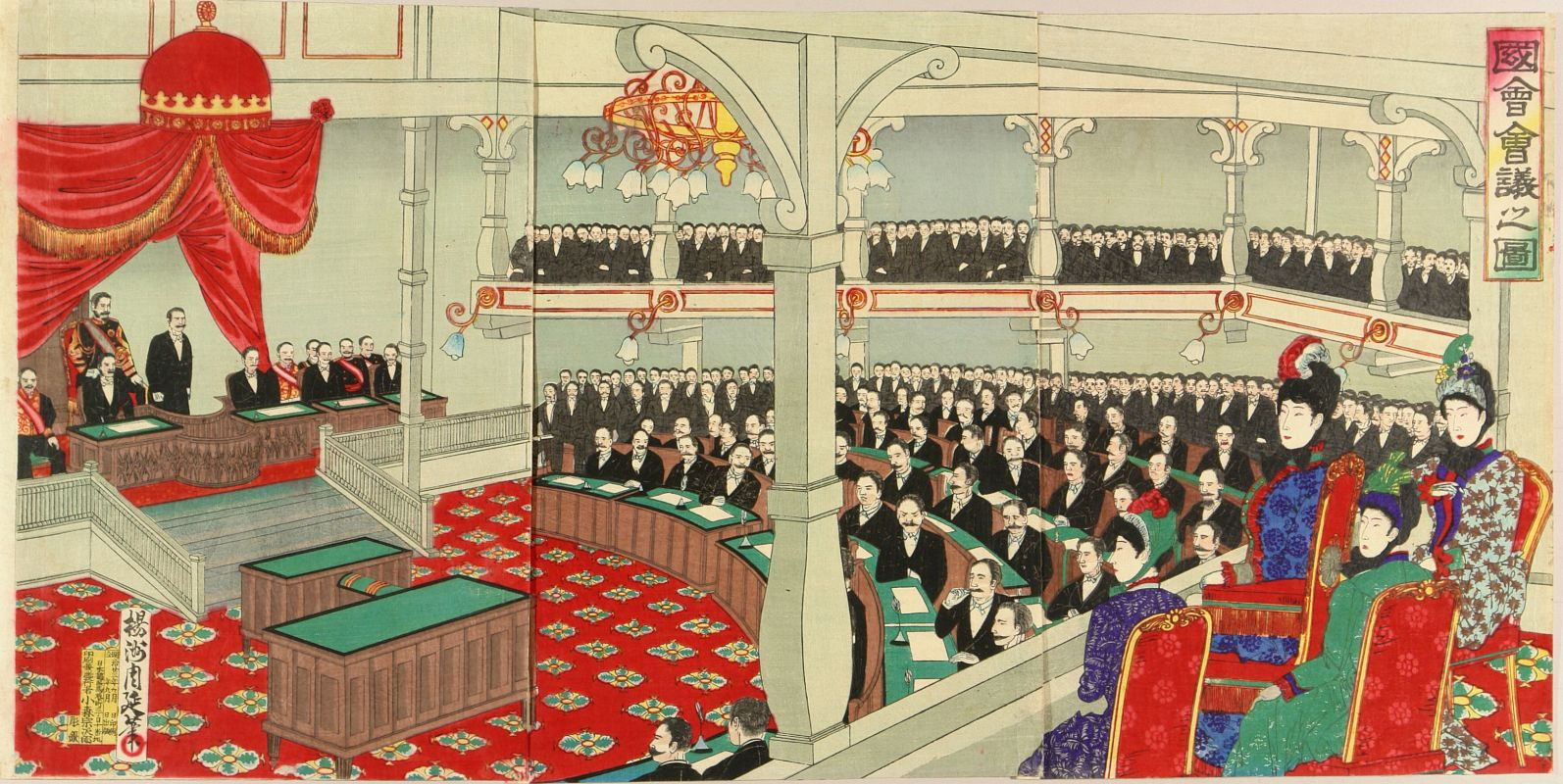
Împăratul într-o sesiune formală la Dietă, 1890

La 19 septembrie 1868, împăratul a anunțat că numele orașului Edo a fost schimbat în Tokyo, sau "capitala de est". A fost încoronat oficial la Kyoto la 15 octombrie (o ceremonie care a fost amânată din anul precedent, ca urmare a tulburărilor).
La scurt timp după încoronare, împăratul a călătorit la Tokyo, vizitând-o pentru prima dată. El a sosit la sfârșitul lunii noiembrie și a început un sejur prelungit distribuind sake în rândul populației. Populația din Tokyo era dornică de o vizită imperială; se temeau că odată cu abolirea shogunatului orașul ar putea cădea în declin. Abia în 1889 împăratul a luat decizia de a muta capitala la Tokyo.
Sistemul prefectural a luat naștere în 1871, tranziția spre acesta începând din 1869, când patru lorzi locali (daimyo) au fost convinși să-și cedeze pământurile curții și au fost numiți în calitate de guvernatori, cu salarii considerabile. În 1871 împăratul a anunțat că domeniile au fost abolite în totalitatea și Japonia era organizată în 72 de prefecturi.
Noua administrație a eliminat treptat cele mai multe privilegii ale samurailor, inclusiv dreptul lor la un stipendiu de la guvern. Spre deosebire de daimyo, mulți samurai au suferit din punct de vedere financiar odată cu această modificare. Cele mai multe alte distincții bazate pe clasă au fost eliminate. Deși s-a format un parlament, nici acesta și nici împăratul nu dețineau o putere reală. Puterea a trecut de la Tokugawa în mâinile acelor daimyo și a samurailor care au condus restaurarea.
Odată cu introducerea banilor tipăriți a apărut problema inflației. Primul ministru Matsukata Masayoshi a introdus noua taxă pe pământ, a stabilit regulile pentru stabilizarea monezii naționale, a înființat Banca Japoniei în 1882, a adoptat standardele internaționale cu privire la aur și a privatizat primele instituții guvernamentale.
S-a introdus învățământul obligatoriu, pentru început în 1879 la 4 ani (16 luni), iar în 1907 durata învățământului obligatoriu a crescut la 6 ani.

## Decesul
După ce a decedat pe data de 30 iulie 1912 dimineața, împărăteasa și ceilalți membri ai familiei și-au luat rămas-bun de la el înainte de a fi pus în sicriu. 
Toate funcțiile curții imperiale au fost suspendate timp de 5 zile, și timp de 2 săptămâni au avut loc rituale zilnice. Spre deosebire de ritualele ce au loc când un om de rând moare (cântatul de versuri religioase etc.), în cazul Împăratului Meiji, doamne de onoare de rang înalt au continuat să-l trateze de parcă ar fi fost în viață, servindu-i, de exemplu, trei mese pe zi. În ziua a 14-a, sicriul a fost transferat în sala mortuară (numită hinkyū sau mogarinomiya) unde a fost așezat pe un catafalc, pe ambele părți fiind plasate ramuri ale plantei sfinte sasaki, lămpi etc., iar în fața lui o sabie. În a 28-a zi, numele nou ce i-a fost dat (adică, Meiji) a fost anunțat de către noul împărat.
Înmormântarea a avut loc în a 45-a zi de după deces. În acea dimineață, noul împărat a vizitat sala mortuară pentru ultimă dată. Seara, sicriul a fost scos din palat și pus pe un dric tras de 5 boi, care a dus sicriul în cortegiu la sala funerară (numită sōjōden), care era în altă parte a orașului. Acolo s-a ținut o slujbă care a inclus rugăciuni, ofrande de mlădițe tamagushi și elogii din partea noului împărat, a prim-ministrului și a ministrului Curții Imperiale. Apoi sicriul a fost dus la trenul funerar, cu care a fost transportat încet întreaga zi următoare la Kyoto, unde a fost pus într-un palanchin arhaic cu care a fost dus la mausoleul unde a fost înhumat a doua zi.

## Copii
| Nume             | Naștere                                   | Căsătorie       | Căsătorie                      | Copii |
| ---------------- | ----------------------------------------- | --------------- | ------------------------------ | --- |
| Împăratul Taishō | 31 august 1879 decedat, 25 decembrie 1926 | 25 mai 1900     | Împărăteasa Teimei             | Împăratul Shōwa Prințul Chichibu Prințul Takamatsu Prințul Mikasa                                                       |
| Prințesa Tsune   | 30 septembrie 1888 decedat, 8 martie 1940 | 30 aprilie 1908 | Prințul Tsunehisa Takeda       | Prințul Tsuneyoshi Takeda Prințesa Ayako Takeda                                                                         |
| Prințesa Kane    | 28 ianuarie 1890 decedat, 11 august 1974  | 29 aprilie 1909 | Prințul Naruhisa Kitashirakawa | Prințul Nagahisa Kitashirakawa Prințesa Mineko Kitashirakawa Prințesa Sawako Kitashirakawa Prințesa Taeko Kitashirakawa |
| Prințesa Fumi    | 7 august 1891 decedat, 3 noiembrie 1933   | 6 mai 1909      | Prințul Yasuhiko Asaka         | Prințesa Kikuko Asaka Prințesa Takahiko Asaka Prințul Tadahito Asaka Prințesa Kiyoko Asaka                              |
| Prințesa Yasu    | 11 mai 1896 decedat, 5 martie 1978        | 18 mai 1915     | Prințul Naruhiko Higashikuni   | Prințul Morihiro Higashikuni Prințul Moromasa Higashikuni Prințul Akitsune Higashikuni Prințul Toshihiko Higashikuni    |